# 西北大学附属中学
西北大学附属中学，简称西北大学附中或西大附中，是一所位于中国西安市的一所省级标准化高中，联合总校校长为杨晓云。西北大学附中创建于1912年，于1960年重建，1997年晋升为陕西省重点中学, 2011年晋升陕西省普通高中示范学校。2014年西北大学桃园校区初中部教学新楼竣工，全校搬迁至西北大学附属中学原高中部。西大附中是一所高校附属完全中学，是一所高质量、有特色、省内一流、国内知名的现代化学校。

## 历史
西北大学附中创建于1912年，于1960年重建，2014年西北大学桃园校区初中部教学新楼竣工，全校搬迁至西北大学附属中学原高中部，西大附中是一所高校附属完全中学，1997年晋升为陕西省重点中学。2013年西北大学长安校区郭杜大学城分校建成，2013年西北大学长安校区郭杜大学城分校正式开学，2015年西大附中浐灞中学建成，9月正式开学。